# Taubenturm (Le Mesnil-Germain)

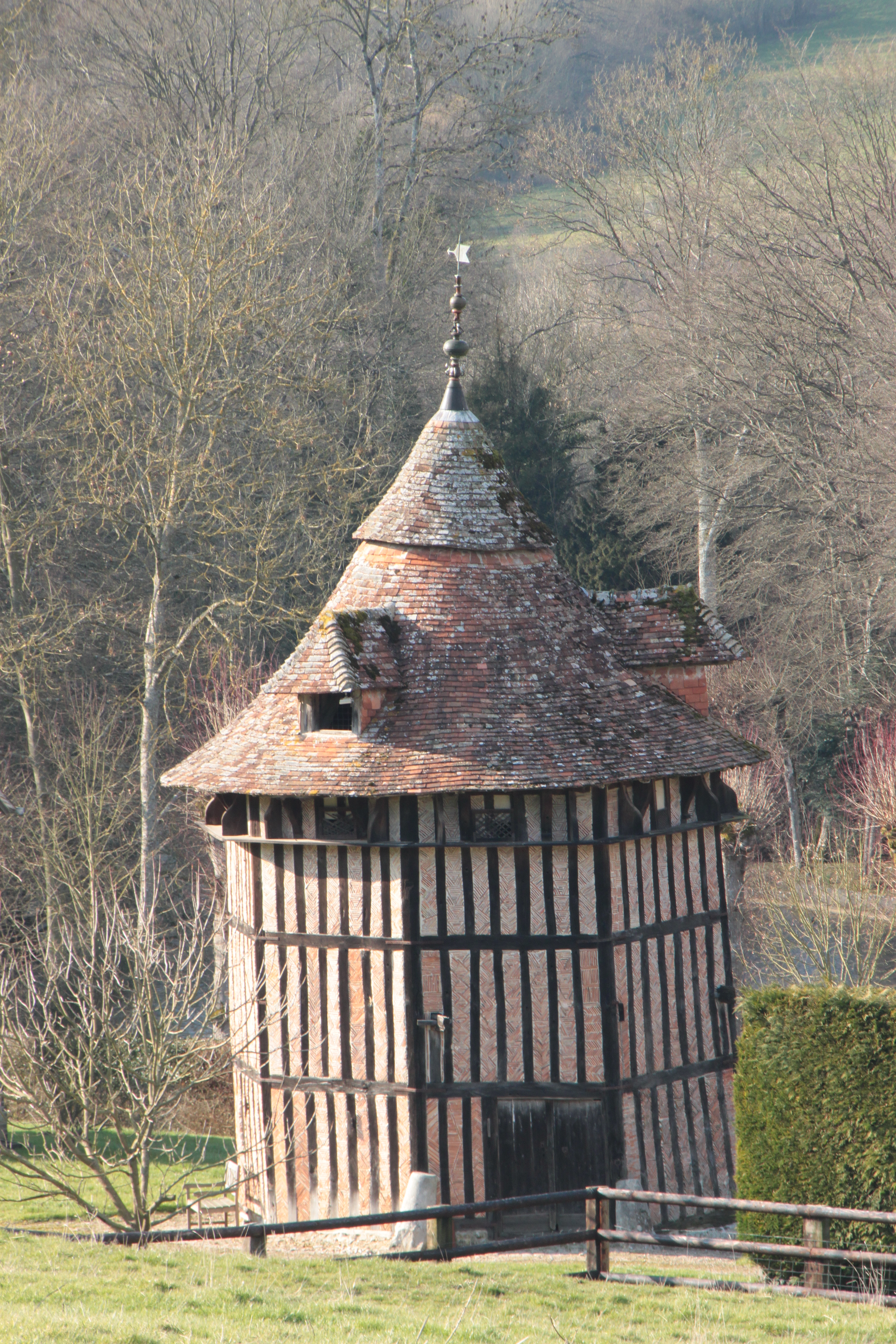
Taubenturm in Le Mesnil-Germain

Der Taubenturm (französisch colombier oder pigeonnier) in Le Mesnil-Germain, einem Ortsteil der französischen Gemeinde Livarot-Pays-d’Auge im Département Calvados in der Region Normandie, wurde in der ersten Hälfte des 17. Jahrhunderts errichtet. Der Taubenturm, der zu einem Manoir gehört, steht seit 1972 als Monument historique auf der Liste der Baudenkmäler in Frankreich.
Der achteckige Turm in Fachwerkbauweise wird von einem Dachknauf mit Wetterfahne bekrönt.